# Nerf Herder
Nerf Herder is een pop-punkband uit Santa Barbara (Californië), opgericht in 1994 door Parry Gripp (zang, gitaar), Charlie Dennis (bas) en Steve Sherlock (drums). Ze beschrijven zichzelf als een "nerd rock"-band en staan bekend om hun oppervlakkige, moderne punk-achtige nummers met vaak grappige, jeugdige en naar popcultuur verwijzende teksten. Ze werden bekend door het maken van de intro-tune van de televisieserie Buffy the Vampire Slayer. Maar ook door hun single uit 1996, Van Halen, een parodie op de band Van Halen, die veel op de radio werd uitgezonden en zo leidde tot hun eerste grote platencontract.
Dennis verliet de band na het uitkomen van hun debuutalbum, Nerf Herder, en werd vervangen door Pete Newbury, met Dave Ehrlich ook aansluitend als tweede gitarist. Newbury's periode van rondtoeren met de band was van korte duur. Hij werd vervangen door Marko 72; hij werd op zijn plaats vervangen door Justin Fisher, op het moment van het tweede album van de band, How to Meet Girls. Dit album was opgenomen en uitgebracht in 2000. Een speciale ep voor My Records, getiteld My EP, werd uitgebracht in 2001 en gevolgd in 2002 door hun laatste album tot nu toe, American Cheese.
In april 2003 deed Nerf Herder een gastoptreden in het laatste seizoen van de serie "Buffy", in aflevering "Empty Places" – de allerlaatste band die speelde in The Bronze. De speciale band met de serie wordt mede bevestigd door een stukje dialoog, terwijl "Rock City News" op de achtergrond speelt:
Kennedy: What kind of band plays during an apocalypse?
Dawn: I think this band might actually be one of the signs.
Na de laatste tournee, "American Cheese" - waarbij Ben Pringle (die nu bij The Rentals zit) Fischer had vervangen (die als vrienden de band had verlaten om met zijn eigen band, Psoma, in de schijnwerpers te staan) - was de band in 2003 uit elkaar gegaan, zonder een officiële 'split' bekend te maken. Dit gebeurde door een bericht van Gripp op de site van de band, waarbij hij uit de doeken deed hoe de meeste voormalige bandleden verder waren gegaan in echte banen. Gripp was intussen aan het werk als jinglemaker, wat in 2005 resulteerde in het soloalbum For Those About to Shop, We Salute You, een 52 nummers lang conceptalbum dat dient als vingeroefening en showcase van diverse muzikale stijlen met de nadruk op reclame.

## Discografie
- Nerf Herder (1996)
- How to Meet Girls (2000)
- My E.P. (2000)
- High Voltage Christmas Rock (2000)
- American Cheese (2002)
- Nerf Herder IV (2008)
- Rockingham (2016)